# Fiat Cronos

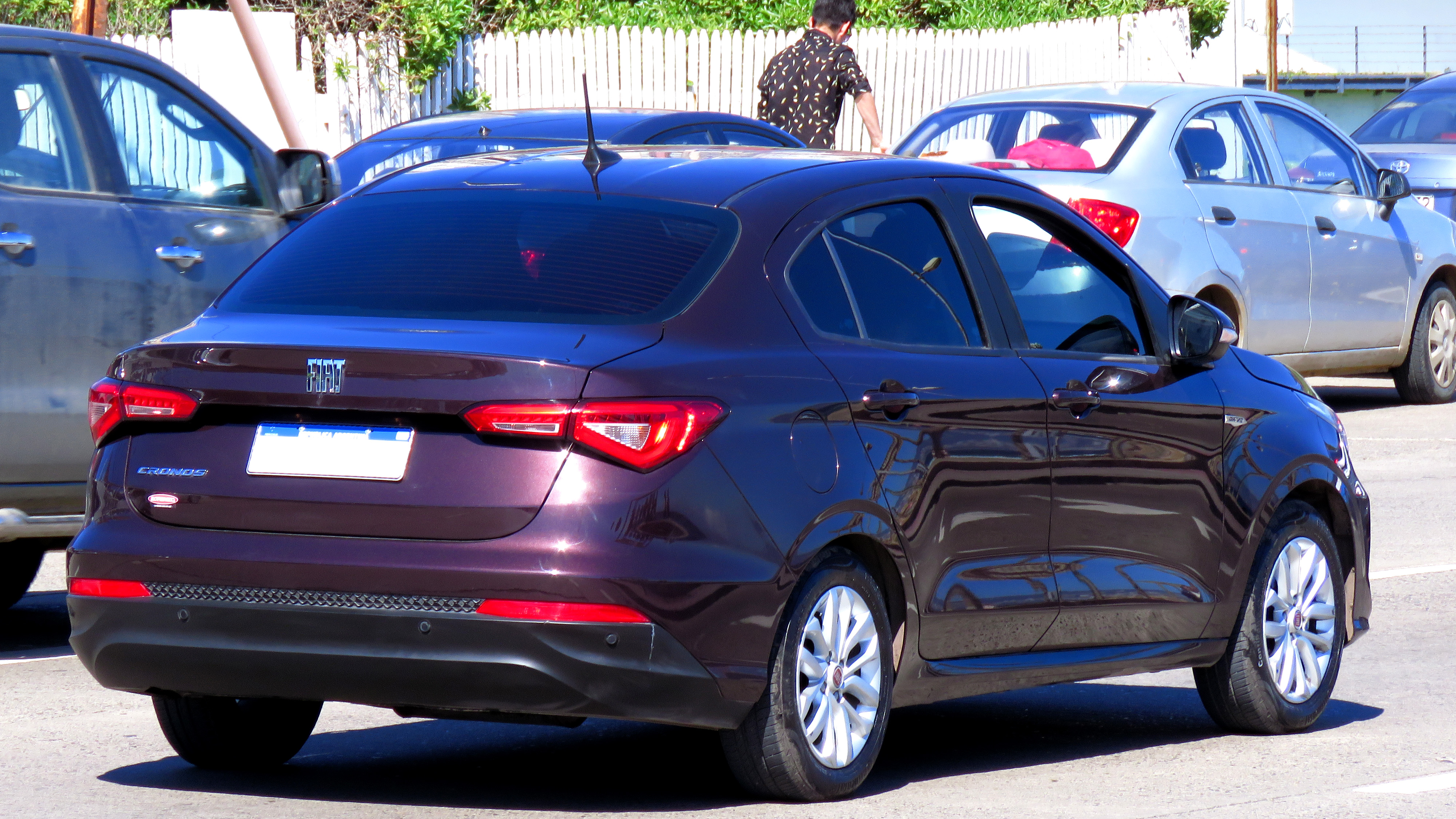
Heckansicht

Der Fiat Cronos ist eine Limousine des italienischen Automobilherstellers Fiat, die seit Dezember 2017 in Argentinien gebaut wird. Eine überarbeitete Version wurde im Juli 2022 und im April 2025 vorgestellt. Das Fahrzeug soll auf dem südamerikanischen Markt den Linea ersetzen und unter anderem gegen den VW Virtus, den Ford Ka und den Hyundai HB20S antreten. In Europa wird das Fahrzeug nicht angeboten. Der seit Mai 2017 gebaute Argo liefert die technische Basis für den Cronos.

## Technische Daten
Für den Fünfsitzer standen zum Marktstart in Argentinien zwei Ottomotoren zur Auswahl, die auch im Fiat Argo zum Einsatz kommen. Mit der Überarbeitung ergänzt ausschließlich in Brasilien noch ein 1,0-Liter-Ottomotor die Modellpalette.
|                            | 1.0                   | 1.3 Firefly            | 1.8 E-Torq Evo             |
| Bauzeitraum                | seit 07/2022          | seit 02/2018           | 02/2018–07/2022            |
| Motorkenndaten             |                       |                        |                            |
| Motortyp                   | R3-Ottomotor          | R4-Ottomotor           | R4-Ottomotor               |
| Hubraum                    | 999 cm³               | 1332 cm³               | 1747 cm³                   |
| Verdichtungsverhältnis     | 13,2 : 1              | 11,1 : 1               | 11,2 : 1                   |
| max. Leistung bei min−1    | 52 kW (71 PS) / 6000  | 73 kW (99 PS) / 6000   | 96 kW (131 PS) / 5250      |
| max. Drehmoment bei min−1  | 98 Nm / 3250          | 127 Nm / 4000          | 182 Nm / 3750              |
| Kraftübertragung           |                       |                        |                            |
| Antrieb, serienmäßig       | Vorderradantrieb      | Vorderradantrieb       | Vorderradantrieb           |
| Getriebe, serienmäßig      | 5-Gang-Schaltgetriebe | 5-Gang-Schaltgetriebe  | 5-Gang-Schaltgetriebe      |
| Getriebe, optional         | —                     | (Stufenloses Getriebe) | (6-Gang-Automatikgetriebe) |
| Messwerte                  |                       |                        |                            |
| Höchstgeschwindigkeit      | k. A.                 | 174 km/h (174 km/h)    | 192 km/h (191 km/h)        |
| Beschleunigung, 0–100 km/h | 15,1 s                | 11,5 s (12,8 s)        | 9,9 s (11,0 s)             |
| Tankinhalt                 | 47 l                  | 48 l                   | 48 l                       |

- Werte in runden Klammern gelten für Modelle mit optionalem Getriebe.